# The Free Design
The Free Design waren eine US-amerikanische Popgruppe aus Delevan, New York, die in den 1960er- und 1970er-Jahren durch jazzigen Sunshine Pop (auch Barock-Pop) und Easy Listening mit starkem Vocal-Anteil bekannt wurden.

## Bandgeschichte
The Free Design waren ein Familien-Projekt, alle Mitglieder der Gruppe gehörten zur Familie Dedrick: Christopher Dedrick (1947–2010), der die meisten Songs schrieb, seine Schwester Sandy und ihr Bruder Bruce waren die Urbesetzung. Später kam ihre jüngere Schwester Ellen dazu, so wie eine Zeit lang ihr Cousin Jeff Dedrick. Die jüngste Schwester Stefanie kam erst gegen Ende der 1970er-Jahre dazu. Der Vater der Geschwister, Art, war Trompeter und Arrangeur. Ihr Onkel Rusty Dedrick spielte als Jazz-Trompeter mit Claude Thornhill und Red Norvo.
The Free Design wurde 1967 in New York City gegründet. Laut Chris wurden sie von Vocal-Gruppen wie den The Hi-Los beeinflusst (die zu dieser Zeit häufig in Greenwich Village auftraten), sowie von Peter, Paul and Mary und den Kontrapunkt-Experimenten Benjamin Brittens. Der weiche, harmonische Sound, der zu ihrem Markenzeichen wurde, basierte auf komplex ausgearbeiteten Vocal-Parts und fließenden Melodien.
Die Band veröffentlichte zwischen 1967 und 1972 sieben Alben, die ersten sechs auf Enoch Lights Label Project 3, das letzte, There is a Song, auf dem Label Ambrotype. Größtenteils wurden sie dabei von Studiomusikern begleitet.
Nach der Trennung im Jahre 1972 nahm Chris Dedrick ein Solo-Album auf: Be Free, das jedoch erst 2000 veröffentlicht wurde. Danach zog er nach Toronto, wo er als Produzent, Arrangeur und als Komponist klassischer Musik sowie Film-Soundtracks arbeitete.

### Comeback
Im Laufe ihrer Karriere hatte The Free Design nie wirklich kommerziellen Erfolg, jedoch eine kleine, aber treue Fangemeinde. Der 1969er Song 2002 – A Hit Song handelt vom vergeblichen Streben nach dem Durchbruch. Die Gruppe blieb bis zu ihrer Trennung ein Geheimtipp.
Mitte der 1990er-Jahre jedoch erwachte im Zuge der Wiederentdeckung von Easy Listening und Sunshine Pop der 1960er und 1970er ein neues Interesse an The Free Design. Im Jahr 1994 wiederveröffentlichte der japanische Musiker Cornelius den Free Design-Katalog auf seinem Label „Trattoria“. Im Jahr 1997 coverte die Band Tomorrow’s World den Free Design-Song Kites Are Fun und 1998 veröffentlichte das spanische Label „Siesta“ vier Compilations. Die Gruppe Stereolab, deren Lounge-inspirierte Musik einen deutlichen Free Design-Einfluss zeigt, brachte 1999 ein Single mit dem Namen The Free Design heraus. Im Jahr 2000 coverte Dressy Bessy den Free Design-Song Bubbles auf dem Soundtrack zum Film Powerpuff Girls.
Angeregt von dem neuerwachten Interesse kam die Band 2000 nach nahezu 30 Jahren wieder zusammen und nahm den Song Endless Harmony für das Beach-Boys-Tributealbum Caroline Now auf. In der Folge entstand 2001 (mit allen Mitgliedern der Gruppe außer Ellen) das Album Cosmic Peekaboo.
Im Jahr 2005 erschien das Album The Now Sound Redesigned auf dem verschiedene Gruppen wie Stereolab, Super Furry Animals und Peanut Butter Wolf Songs von The Free Design remixen.
2009 hinterlegte der Autohersteller Toyota einen Werbespot mit dem Titel „Love You“ von The Free Design, wodurch diese steigende Bekanntheit errungen.
The Free Design werden heute als Klassiker des Genres Easy Listening angesehen und finden breite Anerkennung, nicht zuletzt da ihre Musik starken Einfluss auf Gruppen wie Stereolab, Cornelius, Pizzicato Five, Beck und The High Llamas hatte.

## Diskografie
- Kites Are Fun (1967)
- You Could Be Born Again (1968)
- Heaven/Earth (1969)
- Stars/Time/Bubbles/Love (1970)
- …Sing for Very Important People (1970)
- One By One (1971)
- There is a Song (1972)
- Cosmic Peekaboo (2001)